# Luciobarbus guiraonis
Luciobarbus guiraonis је зракоперка из реда Cypriniformes и фамилије Cyprinidae.

## Угроженост
Ова врста се сматра рањивом у погледу угрожености врсте од изумирања.

## Распрострањење
Ареал врсте је ограничен на једну државу. 
Шпанија је једино познато природно станиште врсте.

## Станиште
Станишта врсте су језера и језерски екосистеми, речни екосистеми и слатководна подручја.